# Elsie Morrison
Elsie Jean Morrison, také Morison, (15. srpna 1924 Ballarat, Victoria, Austrálie – 5. dubna 2016 Praha) byla britská operní zpěvačka – sopranistka, australského původu, druhá manželka českého dirigenta Rafaela Kubelíka.

## Život a dílo
Studovala na konzervatoři v Melbourne v letech 1943–1945. Jejím učitelem byl Clive Carey u nějž ve studiu pokračovala i na Royal College of Music v Londýně.
Debutovala v roce 1948 v Royal Albert Hall v Londýně v roli Galatey v opeře Acis a Galatea Georga Friedricha Händela. Na podzim téhož roku se stala členkou Anglické národní opery (Sadler's Wells Opera), kde vystupovala pravidelně až do roku 1954. Zpívala Annu Trulovou v prvním britském provedení opery Igora Fjodoroviče Stravinského Život prostopášníka (The Rake's Progress, 1951), které se konalo v roce 1953 v Edinburghu.
Na scéně Royal Opera House v Covent Garden v Londýně debutovala úspěšně v roce 1953 v roli Mimi v Pucciniho Bohémě a zpívala zde až do roku 1962. Byla zvláště oceňována nejen za lyrickou vřelost hlasu, ale i za herecké mistrovství. Mezi její nejslavnější role patřily:
- Zuzanka (Wolfgang Amadeus Mozart: Figarova svatba)
- Pamína (Mozart: Kouzelná flétna)
- Marcelina (Ludwig van Beethoven: Fidelio)
- Micaela (Georges Bizet: Carmen)
- Antonia (Jacques Offenbach: Hoffmanovy povídky)
- Mařenka (Bedřich Smetana: Prodaná nevěsta)
- Blanche (Francis Poulenc: Dialogy karmelitek)

Jako koncertní a oratorní pěvkyně vystupovala nejen v Británii, ale i v Dánsku, Nizozemsku a Francii. V roce 1955 obdržela portugalský Řád veřejného vzdělávání (Ordem da Instrução Pública).
V roce 1963 se provdala za českého dirigenta Rafaela Kubelíka a ukončila veřejné vystupování.